# Indrefjord
Indrefjord är en by i Viks kommun i Vestland fylke i västra Norge. Byn ligger vid fylkesväg 5600, längst inne vid Arnafjorden, en sydlig arm av Sognefjorden.